# Рёвенская волость
Рёвенская волость — административно-территориальная единица в составе Трубчевского уезда, образованная в 1919 году.
Административный центр — село Рёвны.
Постановление о создании волости (путём выделения из Пролысовской волости) было принято 26 февраля 1919 года. Однако, в связи с отсутствием других документов, в настоящее время трудно судить, была ли волость и её руководящие органы сформированы фактически, или же Рёвенская волость осталась лишь неосуществлённым проектом. Последний вариант вполне вероятен; по крайней мере, в списках сельсоветов и населённых пунктов Трубчевского уезда за 1920 и последующие годы село Рёвны по-прежнему числится в составе Пролысовской волости.